# Vuelta a España 1999
La 54.ª Vuelta a España comenzó en Murcia el 4 de septiembre y terminó en Madrid el 26 de septiembre, con un recorrido de 21 etapas y una distancia de 3576 km, que el vencedor completó a una velocidad media de 39,449 km/h.
Jan Ullrich, ganador de dos etapas, se impuso en la clasificación general por delante de Igor González de Galdeano y Roberto Heras. Frank Vandenbroucke se adjudicó la clasificación por puntos y José María Jiménez, la de la montaña. De las etapas disputadas, seis fueron para corredores españoles. Abraham Olano tuvo que retirarse cuando era líder debido a una fisura producida en una costilla tras una caída en la etapa que finalizaba en el Alto de l'Angliru.
La etapa en el circuito urbano de Barcelona fue modificada debido a las quejas de los ciclistas por la peligrosidad del mismo en ese lluvioso día suprimiendo los 8 pasos por el Alto de Montjuic aunque a pesar de ello la hicieron a un ritmo lento.

## Equipos participantes
| N.      | Cod. | Equipo                       |
| ------- | ---- | ---------------------------- |
| 1-9     | ONC  | ONCE-Deutsche Bank           |
| 11-19   | BAN  | Banesto                      |
| 21-29   | COF  | Cofidis                      |
| 31-39   | AMI  | Costa de Almería-Amica Chips |
| 41-49   | TEL  | Team Deutsche Telekom        |
| 51-59   | EUS  | Euskaltel-Euskadi            |
| 61-69   | FUE  | Fuenlabrada-Cafés Toscaf     |
| 71-79   | KEL  | Kelme-Costa Blanca           |
| 81-89   | LAM  | Lampre-Daikin                |
| 91-99   | LIQ  | Liquigas                     |
| 101-109 | LOT  | Lotto-Mobistar               |

| N.      | Cod. | Equipo              |
| ------- | ---- | ------------------- |
| 111-119 | FES  | Lotus-Festina       |
| 121-129 | MAP  | Mapei-Quick Step    |
| 131-139 | PLT  | Team Polti          |
| 141-149 | RAB  | Rabobank            |
| 151-159 | RIS  | Riso Scotti-Vinavil |
| 161-169 | SAE  | Saeco-Cannondale    |
| 171-179 | SLB  | Benfica             |
| 181-189 | TVM  | TVM-Farm Frites     |
| 191-199 | USP  | US Postal Service   |
| 201-209 | VIT  | Vitalicio Seguros   |

## Etapas
| Etapa | Fecha            | Recorrido                                                | km         | Ganador                | Líder                  |
| 1.ª   | 4 de septiembre  | Murcia - Murcia                                          | 6 (CRI)    | Igor González Galdeano | Igor González Galdeano |
| 2.ª   | 5 de septiembre  | Murcia - Benidorm                                        | 179        | Robert Hunter          | Jacky Durand           |
| 3.ª   | 6 de septiembre  | Alicante - Albacete                                      | 206        | Marcel Wüst            | Jacky Durand           |
| 4.ª   | 7 de septiembre  | La Roda - Fuenlabrada                                    | 222,8      | Marcel Wüst            | Marcel Wüst            |
| 5.ª   | 8 de septiembre  | Las Rozas de Madrid - Salamanca                          | 185        | Marcel Wüst            | Marcel Wüst            |
| 6.ª   | 9 de septiembre  | Béjar - Ciudad Rodrigo                                   | 160        | Jan Ullrich            | Abraham Olano          |
| 7.ª   | 10 de septiembre | Salamanca - Salamanca                                    | 46,4 (CRI) | Abraham Olano          | Abraham Olano          |
| 8.ª   | 11 de septiembre | Salamanca - León                                         | 217        | Marcel Wüst            | Abraham Olano          |
| 9.ª   | 12 de septiembre | León - Alto de l'Angliru                                 | 175,6      | José María Jiménez     | Abraham Olano          |
| 10.ª  | 13 de septiembre | Gijón - Los Corrales de Buelna                           | 185,8      | Laurent Brochard       | Abraham Olano          |
| 11.ª  | 15 de septiembre | Zaragoza - Zaragoza                                      | 183,2      | Serguei Outschakov     | Abraham Olano          |
| 12.ª  | 16 de septiembre | Huesca - Val d'Arán                                      | 201        | Daniele Nardello       | Abraham Olano          |
| 13.ª  | 17 de septiembre | Sort - Andorra (Ordino-Arcalís)                          | 147        | Igor González Galdeano | Jan Ullrich            |
| 14.ª  | 18 de septiembre | Andorra la Vieja - Castellar del Riu (Rassos de Peguera) | 149        | Alex Zülle             | Jan Ullrich            |
| 15.ª  | 19 de septiembre | Barcelona - Barcelona                                    | 94,4       | Fabio Roscioli         | Jan Ullrich            |
| 16.ª  | 20 de septiembre | La Senia - Valencia                                      | 193,4      | Viatcheslav Ekimov     | Jan Ullrich            |
| 17.ª  | 21 de septiembre | Valencia - Teruel                                        | 200,4      | Frank Vandenbroucke    | Jan Ullrich            |
| 18.ª  | 22 de septiembre | Bronchales - Guadalajara                                 | 225        | Cristian Moreni        | Jan Ullrich            |
| 19.ª  | 23 de septiembre | Guadalajara - Alto de Abantos                            | 166,3      | Roberto Laiseka        | Jan Ullrich            |
| 20.ª  | 24 de septiembre | San Lorenzo de El Escorial - Ávila                       | 184,6      | Frank Vandenbroucke    | Jan Ullrich            |
| 21.ª  | 25 de septiembre | El Tiemblo - Ávila                                       | 46 (CRI)   | Jan Ullrich            | Jan Ullrich            |
| 22.ª  | 26 de septiembre | Madrid - Madrid                                          | 163        | Jeroen Blijlevens      | Jan Ullrich            |

## Clasificaciones
| \| 1. \| Jan Ullrich \| Alemania \| TEL \| 89h 52' 03" \| \| \| 2. \| Igor González Galdeano \| España \| VIT \| + 4' 15" \| \| \| 3. \| Roberto Heras \| España \| KEL \| + 5' 57" \| \| \| 4. \| Pável Tonkov \| Rusia \| MAP \| + 7' 53" \| \| \| 5. \| José María Jiménez \| España \| BAN \| + 9' 24" \| \| \| 6. \| José Luis Rubiera \| España \| KEL \| + 10' 13" \| \| \| 7. \| Manuel Beltrán \| España \| BAN \| + 11' 20" \| \| \| 8. \| Leonardo Piepoli \| Italia \| BAN \| + 13' 13" \| \| \| 9. \| Iván Parra \| Colombia \| VIT \| + 16' 20" \| \| \| 10. \| Santiago Blanco \| España \| VIT \| + 18' 15" \| \| |                        |          |     |             |  |
| 1. | Jan Ullrich            | Alemania | TEL | 89h 52' 03" |  |
| 2. | Igor González Galdeano | España   | VIT | + 4' 15"    |  |
| 3. | Roberto Heras          | España   | KEL | + 5' 57"    |  |
| 4. | Pável Tonkov           | Rusia    | MAP | + 7' 53"    |  |
| 5. | José María Jiménez     | España   | BAN | + 9' 24"    |  |
| 6. | José Luis Rubiera      | España   | KEL | + 10' 13"   |  |
| 7. | Manuel Beltrán         | España   | BAN | + 11' 20"   |  |
| 8. | Leonardo Piepoli       | Italia   | BAN | + 13' 13"   |  |
| 9. | Iván Parra             | Colombia | VIT | + 16' 20"   |  |
| 10. | Santiago Blanco        | España   | VIT | + 18' 15"   |  |

| \| 1. \| Frank Vandenbroucke \| Bélgica \| COF \| 129 puntos \| \| 2. \| Robert Hunter \| Sudáfrica \| LAM \| 123 puntos \| \| 3. \| Igor González Galdeano \| España \| VIT \| 122 puntos \| \| 4. \| Jan Ullrich \| Alemania \| TEL \| 116 puntos \| \| 5. \| Roberto Heras \| España \| KEL \| 96 puntos \| |                        |           |     |            |
| 1. | Frank Vandenbroucke    | Bélgica   | COF | 129 puntos |
| 2. | Robert Hunter          | Sudáfrica | LAM | 123 puntos |
| 3. | Igor González Galdeano | España    | VIT | 122 puntos |
| 4. | Jan Ullrich            | Alemania  | TEL | 116 puntos |
| 5. | Roberto Heras          | España    | KEL | 96 puntos  |

| \| 1. \| José María Jiménez \| España \| BAN \| 133 puntos \| \| \| 2. \| Frank Vandenbroucke \| Bélgica \| COF \| 90 puntos \| \| \| 3. \| Roberto Heras \| España \| KEL \| 89 puntos \| \| \| 4. \| Íñigo Chaurreau \| España \| EUS \| 86 puntos \| \| \| 5. \| Igor González Galdeano \| España \| VIT \| 67 puntos \| \| |                        |         |     |            |  |
| 1. | José María Jiménez     | España  | BAN | 133 puntos |  |
| 2. | Frank Vandenbroucke    | Bélgica | COF | 90 puntos  |  |
| 3. | Roberto Heras          | España  | KEL | 89 puntos  |  |
| 4. | Íñigo Chaurreau        | España  | EUS | 86 puntos  |  |
| 5. | Igor González Galdeano | España  | VIT | 67 puntos  |  |

| \| 1. \| Robert Hunter \| Sudáfrica \| LAM \| 54 puntos \| \| 2. \| Germán Nieto \| España \| FUE \| 21 puntos \| \| 3. \| Andrea Tafi \| Italia \| MAP \| 16 puntos \| \| 4. \| Fabio Roscioli \| Italia \| AMI \| 15 puntos \| \| 5. \| Frank Vandenbroucke \| Bélgica \| COF \| 13 puntos \| |                     |           |     |           |
| 1. | Robert Hunter       | Sudáfrica | LAM | 54 puntos |
| 2. | Germán Nieto        | España    | FUE | 21 puntos |
| 3. | Andrea Tafi         | Italia    | MAP | 16 puntos |
| 4. | Fabio Roscioli      | Italia    | AMI | 15 puntos |
| 5. | Frank Vandenbroucke | Bélgica   | COF | 13 puntos |

| \| 1. \| Banesto \| España \| BAN \| 269h 08' 49" \| \| 2. \| Kelme-Costa Blanca \| España \| KEL \| + 15' 04" \| \| 3. \| Vitalicio Seguros \| España \| VIT \| + 23' 45s \| \| 4. \| Mapei-Quick Step \| Italia \| MAP \| + 1h 18' 26" \| \| 5. \| Euskaltel-Euskadi \| España \| EUS \| + 1h 35' 29" \| |                    |        |     |              |
| 1. | Banesto            | España | BAN | 269h 08' 49" |
| 2. | Kelme-Costa Blanca | España | KEL | + 15' 04"    |
| 3. | Vitalicio Seguros  | España | VIT | + 23' 45s    |
| 4. | Mapei-Quick Step   | Italia | MAP | + 1h 18' 26" |
| 5. | Euskaltel-Euskadi  | España | EUS | + 1h 35' 29" |